# Frederick Wiseman

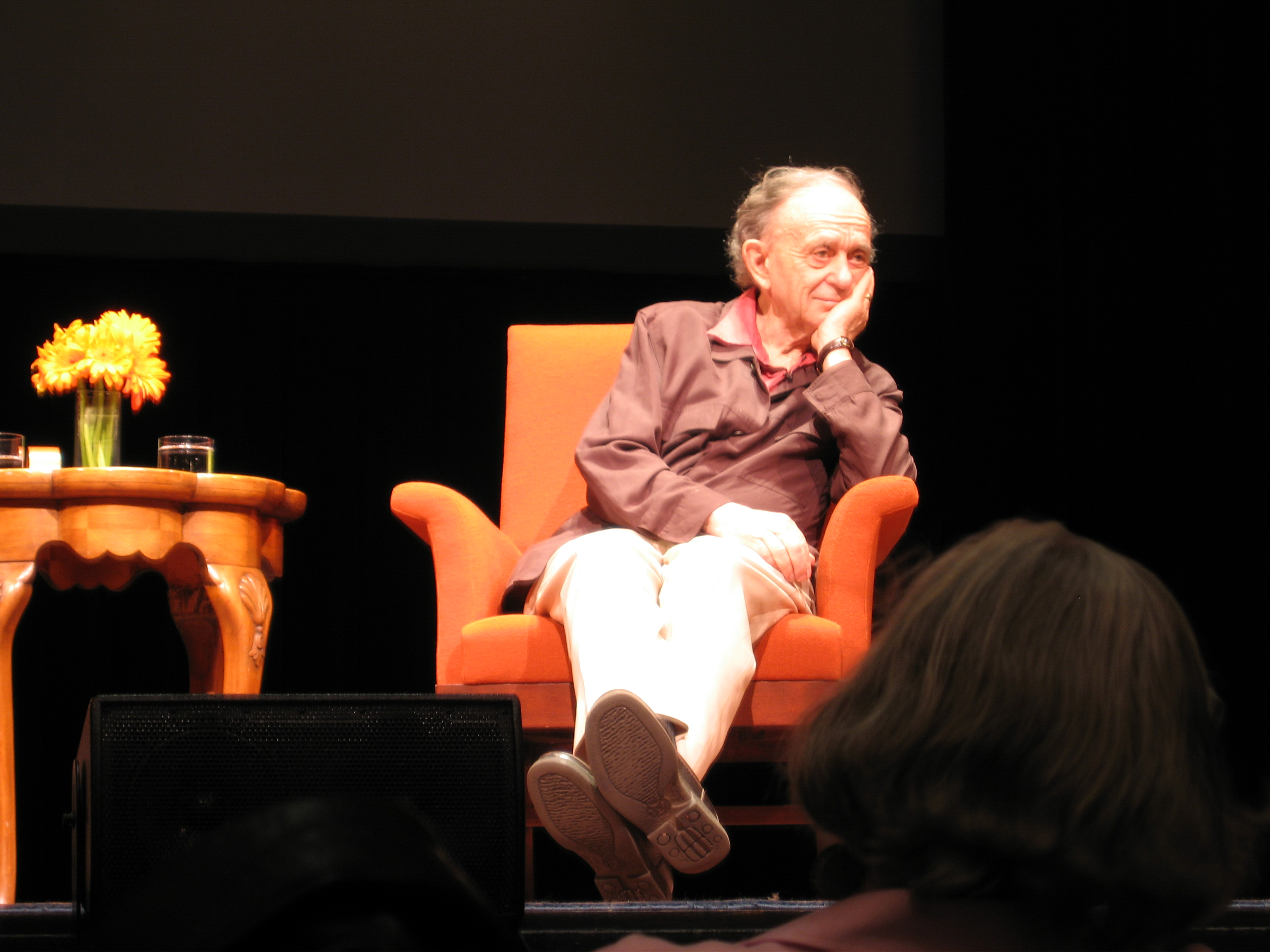
Frederick Wiseman (2005)

Frederick Wiseman (* 1. Januar 1930 in Boston, USA) ist ein US-amerikanischer Regisseur.

## Leben und Werk
Der Sohn einer Polin und eines Russen war nach Jurastudium und Militärdienst zunächst als Rechtsanwalt in Paris tätig. 1958 wurde er wissenschaftlicher Mitarbeiter am Institut für Rechtsmedizin der Boston University und später Dozent an der Juristischen Fakultät. Seit 1967 arbeitet er auch als Filmregisseur. Er drehte über 40 Dokumentarfilme und realisierte auch zwei Spielfilme. Neben D. A. Pennebaker, Robert Drew und Richard Leacock gilt er als wichtiger Pionier des US-amerikanischen Direct Cinema. Sein 1967 im Bridgewater State Hospital in Massachusetts gedrehter Film Titicut Follies war einer der kompliziertesten Zensurfälle in der Filmgeschichte und wurde erst 1991 vom Obersten Gericht für das Publikum freigegeben.
1982 war er MacArthur Fellow. Im Frühjahr 2012 nahm Wiseman aktiv am dreimonatigen Ausstellungsbetrieb der Whitney Biennial 2012 teil. 2016 wurde ihm der Ehrenoscar zuerkannt.
Für seine Werke Ex Libris – The New York Public Library (2017) und Un couple / A Couple (2022) erhielt er Einladungen in den Wettbewerb der Internationalen Filmfestspiele von Venedig.
Als Schauspieler erschien er in Rebecca Zlotowskis Tragikomödie Les enfants des autres (2022).

## Filmografie (Auswahl)
- 1967: Titicut Follies
- 1968: High School[5]
- 1969: Law and Order[6]
- 1971: Basic Training
- 1971: I Miss Sonia Henie
- 1973: Juvenile Court
- 1974: Primate
- 1975: Welfare
- 1976: Meat
- 1977: Canal Zone
- 1978: Sinai Field Mission
- 1979: Monoeuvre
- 1986: Adjustment and Work
- 1987: Missile
- 1989: Near Death
- 1990: Central Park[7]
- 1993: Zoo
- 1994: High School II
- 1997: Leben am Rande der Stadt
- 2005: The Garden
- 2006: State Legislature
- 2009: La Danse: Das Ballet der Pariser Oper
- 2010: Boxing Gym
- 2011: Crazy Horse
- 2013: At Berkeley[8]
- 2014: National Gallery
- 2015: In Jackson Heights[9]
- 2017: Ex Libris – The New York Public Library
- 2018: Monrovia, Indiana
- 2020: City Hall[10]
- 2022: Un couple
- 2022: Les enfants des autres (Schauspielrolle)
- 2023: Menus Plaisirs – Les Troisgros
- 2025: Vie privée (Schauspielrolle)

## Auszeichnungen (Auswahl)
- 1969: Primetime Emmy Award[11] für Law and Order
- 1970: Primetime Emmy Award[12] für Hospital
- 1991: Mitglied der American Academy of Arts and Sciences
- 2001: Ehrenmitglied der American Academy of Arts and Letters[13]
- 2006: Award of Distinction der American Society of Cinematographers[14]
- 2012: Legacy Award der Cinema Eye Honors für den Debütfilm Titicut Follies[15]
- 2014: Goldener Löwe für das Lebenswerk auf dem Filmfest in Venedig
- 2016: Ehrenoscar

Quelle: